# 57140 Gaddi
57140 Gaddi è un asteroide della fascia principale. Scoperto nel 2001, presenta un'orbita caratterizzata da un semiasse maggiore pari a 2,4300470 UA e da un'eccentricità di 0,1839577, inclinata di 2,98240° rispetto all'eclittica.